# Cinque in famiglia
Cinque in famiglia (Party of Five) è una serie televisiva statunitense del genere teen drama composta da sei stagioni, realizzate tra il 1994 e il 2000.
La serie, ambientata a San Francisco, racconta la vita dei fratelli Salinger che, dopo la tragica morte dei genitori in un incidente stradale, si ritrovano soli ad affrontare i vari problemi quotidiani. Sarà il fratello maggiore, Charlie (Matthew Fox), a cercare di tenere salda la famiglia e ad occuparsi dei fratelli minori: Bailey (Scott Wolf), Julia (Neve Campbell), l'adolescente Claudia (Lacey Chabert) e Owen, di soli sei mesi. Nel 1996 la serie ha conquistato il Golden Globe per la migliore serie drammatica.
Trasmessa in Italia per la prima volta nel settembre 1996 su Italia 1, dal 2003 su Canale 5 e dal 2010 nuovamente su Italia 1.
Nel 1999, è stato realizzato uno spin-off, tratto dalla serie, intitolato Cenerentola a New York, in cui il personaggio di Sarah Reeves, sempre interpretato da Jennifer Love Hewitt, si trasferisce da San Francisco a New York. Tra gli interpreti della serie vi erano anche Jennifer Garner e Pauley Perrette.
James Marsden ha interpretato il ruolo di Griffin Chase Holbrook per un solo episodio, il 22º, per poi essere sostituito da Jeremy London.
Dopo la chiusura della serie, molti degli attori hanno avuto fortuna in campo televisivo e cinematografico: Matthew Fox è stato uno dei protagonisti di Lost, Neve Campbell ha interpretato molti film tra cui la quadrilogia di Scream, Lacey Chabert ha preso parte al film Mean Girls, mentre Jennifer Love Hewitt è stata la protagonista della serie tv Ghost Whisperer. Scott Wolf è stato uno dei protagonisti delle serie tv Everwood e V.
Dall’8 gennaio al 4 marzo 2020 è andato in onda un omonimo reboot della serie sul network americano Freeform.

## Trama

### Prima stagione
La serie è ambientata a San Francisco. Dopo la morte dei genitori Salinger, è Charlie a doversi occupare del ristorante del padre e dei suoi quattro fratelli: Bailey, di sedici anni, Julia di quindici, Claudia di undici e il piccolo Owen di soli sei mesi. Per il suo compleanno Bailey riceve una jeep. Ci sono vari problemi economici e Charlie è il primo a procurarsi parecchio denaro dal conto dei suoi genitori. Charlie si accorge che la famiglia ha bisogno di una baby sitter e assume Kirsten, della quale Bailey e Charlie si innamorano.
Julia si fidanza con P.K. per poi lasciarlo dopo poco tempo, mentre Bailey, dopo che Charlie si è messo con Kirsten, si fidanza con Kate ma il padre di Kate impedisce a lei di vederlo e quando finalmente è tutto risolto lei deve partire. Nell'episodio 9 un'amica dei genitori va a fare visita ai fratelli Salinger e Bailey se ne innamora.
Successivamente, Bailey conosce Jill. Dopo un terremoto Charlie scopre che Jill si droga e lo dice a Bailey, ma lui non gli crede, annebbiato dal sesso con Jill. Dopo parecchi episodi la faccenda della droga non si risolve. Jill muore di overdose. Julia si mette con il suo migliore amico Justin. Durante l'estate lei flirta con il fratello di Jill, Griffin.

### Seconda stagione
Bailey conosce Sarah e lei si innamora di lui. Quando Justin scopre di Griffin si lascia con Julia. Lei resta con Griffin. Claudia, influenzata dalle cattive amicizie, smette di suonare il violino. Dopo numerose relazioni, Charlie, Bailey e Julia trovano l'amore della loro vita. Griffin si mette nei pasticci e deve partire ed entrare nell'esercito. Charlie scopre che Kirsten non può avere figli quindi la loro storia è in bilico. Durante il matrimonio di Kirsten e Charlie, Julia e Justin, ubriachi, copulano. Il matrimonio va a monte per un ripensamento di Charlie e Kirsten esce di scena. Charlie, però, decide di andare lo stesso in luna di miele, portandosi Claudia con sé. In Messico Claudia si innamora per la prima volta e si bacia per la prima vota con un ragazzo del posto. Julia scopre di essere incinta di Justin, e vuole abortire, ma non ci riesce e il bimbo muore da solo. Sarah e Bailey si lasciano e lei si mette con Will. Successivamente si rimettono insieme.

### Terza stagione
Griffin torna a casa, per poi ripartire subito. Bailey, Sarah, Will e la sua ragazza fanno un viaggio in Messico. La Jeep di Bailey viene rubata e sono tutti costretti a tornare in treno. Bailey va al College e affitta un appartamento che divide con Callie. Charlie decide di riparare il tetto e Julia si fidanza con il suo muratore Sam. Bailey va a letto con Callie dopo due anni di astinenza. Dopo parecchio tempo Sarah lo viene a sapere da Bailey ubriaco fradicio: ma lei non vuole lasciarlo e lo perdona. Julia non sopporta l'idea che Sam sia razzista e lo lascia. Charlie intanto fa beneficenza collaborando con una certa Grace. Va a Chicago per riconquistare Kirsten, ma non ci riesce e si fidanza con Grace. Bailey, che si ubriaca da tempo, è irriconoscibile; tanto che rovina la festa di compleanno di Owen. La famiglia interviene perché Bailey torni quello di prima, ma non ne vuole sapere. Un giorno va a prendere a scuola Owen e non si fa vedere tutto il giorno, la famiglia è preoccupata così Sarah lo cerca e sale sulla sua auto: vi è un incidente e Sarah ha una commozione cerebrale, Bailey chiede aiuto a Sarah. Così è costretto a recarsi agli incontri degli alcolisti anonimi. Sarah lascia Bailey definitivamente. Griffin torna a casa perché è diventato zoppo e fa l'amore con Julia. Sarah conosce Drew, escono insieme e Bailey li vede. Grace si stabilisce a lavorare a casa Salinger,  ma Julia e Claudia la vogliono mandare via. Griffin scopre che Julia va male a scuola e pensa che sia colpa sua. Charlie decide che la storia con Grace non può avere futuro perché a lei non piacciono i bambini. Julia e Griffin si sposano: l'ultimo episodio termina con la partenza di Julia da casa Salinger. Claudia regala a Julia la fede nuziale della madre (scena molto commovente).

### Quarta stagione
La quarta stagione di Cinque in famiglia si apre con il ritorno a casa di Julia che viene accolta caldamente nel suo nuovo appartamento da Griffin e da Claudia, Julia però scopre subito che non è facile la vita nel matrimonio. Nel frattempo il padre di Sarah impedisce a Bailey di vederla. Quest'ultimo è costretto a sottoporsi a un processo in tribunale. Claudia comincia le superiori e ha un nuovo ragazzo. Charlie ha dei problemi con Owen e suppone, anche se non vuole ammetterlo, che il bimbo sia Gay. Bailey si trasferisce in un appartamento con Sarah. Successivamente conosce Annie, sua vicina di casa e tra loro nasce qualcosa; Bailey e Sarah continuano comunque a convivere. Charlie, invece, ha una breve storia con una ragazza di nome Nina, durante la quale scopre che Kirsten si sta sposando, ma nonostante provi ancora dei forti sentimenti per lei la incoraggia. Dopodiché Charlie scopre di avere una malattia molto grave. Nel frattempo, Griffin e Julia, ignari del segreto di Charlie, si risposano nel giardino della casa. Sopraggiungono però dei problemi alla coppia, che affronta una dura crisi economica e gli vengono loro sequestrati tutti i loro mobili e poi anche la casa. Griffin tenta di riavviare la sua attività all'officina, ma con scarsi risultati. Nello stesso momento Sarah esce con un ragazzo, che si scopre essere attratto da Bailey. Sarah e Bailey si lasciano definitivamente e quest'ultimo inizia una lunga storia d'amore con Annie. Successivamente Bailey però scopre che Annie è ancora sposata, solamente dopo che il marito si fa vivo; a questo punto Annie decide di tornare con lui e lasciare per sempre Bailey e San Francisco. Dopodiché Bailey si avvicinerà sempre di più a Sarah. Tra Griffin e Julia non va tutto a gonfie vele, inizialmente è Julia a baciarsi con un suo collega di lavoro, poi Griffin ha una breve storia con una ragazza conosciuta in officina, la coppia Julia e Griffin alla fine però rimane unita. Charlie invece affronta un periodo molto triste durante la permanenza in ospedale, l'intera famiglia è accanto a lui. Nell'episodio 4x19, Bailey e Julia, che sono loro ora a doversi occupare dei più piccoli, vengono chiamati in presidenza e gli viene comunicato che Claudia sta saltando la scuola, così vengono presi dei seri provvedimenti temporanei sull'affidamento di Claudia e Owen, quando però alla fine Charlie guarisce può tornare al ristorante e riprendere il suo ruolo di tutore. Dopo la malattia Charlie inizia una relazione con una donna, Daphne, che lo aiuta ad uscire definitivamente dalla malinconia della malattia, alla fine però la ragazza rimane incinta.

### Quinta stagione
All'inizio della Quinta stagione Julia, reduce dalla separazione da Griffin (che nel frattempo si è stabilito nel garage di casa Salinger), va a Stanford. Lì fa subito amicizie con ragazze e ragazzi. Inizialmente esce con due ragazzi che litigano per lei, ma alla fine riesce a decidersi e inizia una relazione con Ned. Bailey e Sarah, più innamorati di sempre, si trasferiscono in un nuovo appartamento dove iniziano a vivere una nuova vita insieme. Claudia continua sempre il liceo dove conosce un ragazzo, ma la relazione non dura molto. La dinamica principale della stagione è quella della difficile gravidanza e crescita della figlia di Charlie e Daphne, Diana. Daphne non è assolutamente pronta ad avere una figlia, è irresponsabile, instabile, alcolizzata e ha inizialmente paura di non essere in grado, e anche nonostante i numerosi tentativi e aiuti da parte di Charlie e anche di Kirsten (che si è da poco trasferita a San Francisco) è costretta a scappare. Nel frattempo Bailey inizia ad occuparsi sia del ristorante, che di Owen. Julia invece ha molti problemi con Ned, il ragazzo infatti racconta che da piccolo venne molte volte picchiato dal padre ed è per questo che tende a fare la stessa cosa anche con lei: nonostante questo atteggiamento continui Julia decide di rimanere comunque con Ned. Quando però Maggie, ex. ragazza di Ned, che anche lei aveva subito quel trattamento, racconta ai Salinger la sua storia, Bailey e Charlie corrono a prendere Julia, ma mentre Bailey picchia Ned, Charlie cerca di convincere Julia a tornare a casa, ma è tutto inutile. Julia si accorge soltanto in seguito che la relazione con Ned deve finire. 
Quando Charlie torna ad occuparsi di Owen avviene uno scontro tra i due fratelli maggiori, entrambi vogliono la custodia di Owen: per questo finiscono per ricorrere a vie legali, ma alla fine il giudice decide che è giusto che sia Charlie a dover occuparsi di Owen. Charlie nonostante sia contentissimo per la vittoria si accorge di quanto realmente Bailey volesse vivere con Owen e così decide di affidarglielo. Nel frattempo Claudia ha una storia con un ragazzo, Cody, che è nella sua band con Griffin, la relazione si dimostra duratura. Julia, dopo aver avuto un brevissimo ritorno di fiamma con Griffin, trascorre un periodo di crisi di identità in cui crede di essere lesbica. Charlie ritorna con Kirsten e si trasferisce in un appartamento con lei e Diana e decide che è ora che Bailey si stabilisca a casa Salinger. 
Nell'ultimo episodio della stagione Charlie chiede a Kirsten di sposarlo, ma nonostante inizialmente ci sia un malinteso decide di dire "si". Anche Bailey lo propone a Sarah, ma al contrario lei subito accetta, ma poi cambia idea perché dice di essere troppo giovane per sposarsi e fare da madre a Owen.

### Sesta stagione
L'ultima stagione inizia col matrimonio di Charlie e Kirsten. Dopo la luna di miele decidono che è ora di avere un proprio figlio. Bailey e Sarah iniziano ad avere dei problemi di comunicazione, ma quando sembrano risolversi lei deve partire per New York, per cercare suo padre (le vicende di Sarah sono infatti raccontate nello spin-off della serie Cenerentola a New York). Durante questa stagione i tre Salinger mediani hanno numerose relazioni amorose, Claudia infatti dopo essersi lasciata con Cody affronta prima la relazione col ragazzo di una sua amica e poi la dura vicenda di un ragazzo che ha tentato di violentarla, Bailey invece dopo essersi arreso nei confronti di Sarah esce con molte ragazze, tra le quali Holly, di cui si innamora; anche Julia esce con alcuni ragazzi, tra i quali Griffin e Ned. Kirsten, dopo tanti tentativi, riesce finalmente a rimanere incinta. In seguito alla rottura con Holly, Bailey ricomincia a bere, ma questa volta è consapevole del suo enorme errore e riesce a pentirsene in tempo. Julia ha una storia di alcuni mesi con un ragazzo di nome Adam. Dopo essersi riappacificato con Holly, Bailey scopre che la ragazza sarà costretta a tornare in Inghilterra dato che è senza permesso di soggiorno. Per evitare che Holly se ne vada, Bailey decide di organizzare un matrimonio farsa fra lei e Will, che nel frattempo è tornato a San Francisco. Dopo il matrimonio però la convivenza con Will diventa difficile, perché anche lui inizia a provare attrazione per Holly, al punto che la ragazza preferirà tornare a casa. Justin scopre di provare ancora dei sentimenti per Julia e lascia sua moglie per lei. Claudia intanto ha una storia con un ragazzo, Todd, con il quale decide di perdere la verginità.
Alla fine i Salinger sono costretti a dividersi, Bailey tornerà a studiare al college di Filadelfia, Julia riceve una proposta di lavoro a Washington, mentre Claudia andrà a New York per studiare musica. Per questo Charlie decide che è ora di dire addio al passato, vendere la casa e suddividere i soldi equamente fra i fratelli; Daphne vivrà con Diana, mentre Charlie tornerà ad occuparsi di Owen e del suo futuro primogenito.

## Personaggi e interpreti

### Personaggi principali
- Bailey Salinger (stagioni 1-6), interpretato da Scott Wolf, doppiato da Fabrizio Manfredi.
- Charlie Salinger (stagioni 1-6), interpretato da Matthew Fox, doppiato da Christian Iansante.
- Julia Salinger (stagioni 1-6), interpretata da Neve Campbell, doppiata da Ilaria Stagni.
- Claudia Salinger (stagioni 1-6), interpretata da Lacey Chabert, doppiata da Perla Liberatori.
- Kirsten Bennett Salinger (stagioni 1-2, 5-6) (ricorrente stagioni 3-4), interpretata da Paula Devicq, doppiata da Laura Boccanera.
- Will Bradley McCorkle (stagioni 1-2, 6) (ricorrente stagioni 3-5), interpretato da Scott Grimes, doppiato da Nanni Baldini.
- Justin Thompson (stagioni 1-2) (ricorrente stagioni 3-6), interpretato da Michael A. Goorjian, doppiato da Corrado Conforti.
- Sarah Reeves Merrin (stagioni 2-6), interpretata da Jennifer Love Hewitt, doppiata da Valentina Mari.
- Callie Martel (stagione 3), interpretata da Alexondra Lee, doppiata da Francesca Guadagno.
- Griffin Chase Holbrook (stagioni 4-6) (ricorrente stagioni 2-3), interpretato da Jeremy London, doppiato da Francesco Pezzulli.
- Daphne Jablonsky (stagione 6) (ricorrente stagioni 4-5), interpretata da Jennifer Aspen, doppiata da Francesca Fiorentini.
- Owen Salinger, interpretato da Andrew e Steven Cavarino (stagioni 1-5) e da Jacob Smith (stagioni 5-6)

### Personaggi secondari
- Joe Mangus (stagioni 1-6), interpretato da Tom Mason.
- Ross Werkman (stagioni 1-6), interpretato da Mitchell Anderson.
- Nina Di Mayo (stagioni 1-2), interpretata da Cari Shayne.
- Kate Bishop (stagione 1), interpretata da Jennifer Blanc.
- Artie Baum (stagione 1), interpretato da Michael Shulman.
- Bill (stagione 1), interpretato da David Burke.
- Jill Holbrook (stagione 1), interpretata da Megan Ward, doppiata da Rossella Acerbo.
- Lory / Mercy (stagioni 1, 3-4), interpretata da Wendle Josepher.
- Signora Reeves (stagioni 2-5), interpretata da Alyson Reed.
- Jacob "Jake" Gordon (stagione 2-3), interpretato da Carroll O'Connor.
- Kathleen Isley (stagione 2), interpretata da Brenda Strong.
- Ellie Bennett (stagioni 2-3, 6), interpretata da Kathleen Noone.
- Jody Linch (stagioni 2-3), interpretata da Marla Sokoloff.
- Grace Wilcox (stagione 3), interpretata da Tamara Taylor, doppiata da Giò-Giò Rapattoni
- Sam Brody (stagione 3), interpretato da Ben Browder.
- Coach Russ Petrocelli (stagione 3), interpretato da Dan Lauria.
- Marcia (stagione 3), interpretata da Jackie Mari Roberts.
- Annie Mott (stagione 4), interpretata da Paige Turco, doppiata da Chiara Colizzi.
- Dottor Paul Thomas (stagioni 4-5), interpretato da Tim DeKay.
- Dottoressa Stephanie Abin (stagioni 4-5), interpretata da Brenda Wehle.
- Jamie Burke (stagioni 4-5), interpretato da Ross Malinger.
- Reed Isley (stagione 4), interpretato da Andrew Keegan.
- Natalie Mott (stagione 4), interpretata da Allison Bertolino.
- Nina Rondstadt (stagione 4), interpretata da Jessica Lundy, doppiata da Francesca Guadagno.
- Rosalie (stagione 4), interpretata da Ever Carradine, doppiata da Claudia Pittelli.
- Ned Grayson (stagioni 5-6), interpretato da Scott Bairstow, doppiato da Alessandro Quarta.
- Cody (stagioni 5-6), interpretato da Chad Todhunter, doppiato da Massimiliano Alto.
- Maggie (stagione 5), interpretata da Heather McComb, doppiata da Michela Alborghetti.
- Josh Macon (stagione 5), interpretato da Adam Scott.
- Hallie (stagione 5), interpretata da Joanna Garcia.
- Parker Brookes (stagione 5), interpretata da Lynsey Bartilson.
- Todd Marsh (stagione 6), interpretato da Thomas Ian Nicholas, doppiato da Emiliano Coltorti.
- Evan Stilman (stagione 6), interpretato da Kyle Secor.
- Alexa (stagione 6), interpretata da Maggie Lawson.
- Cameron Welcott (stagione 6), interpretato da Andrew Levitas.
- Victor (stagione 6), interpretato da Wilson Cruz.
- Myra Wringler (stagione 6), interpretata da Lauren Ambrose.
- Holly Marie Beggins (stagione 6), interpretata da Rhona Mitra.
- Luke Shepard (stagione 6), interpretato da Charles Esten.
- Adam Matthews (stagione 6), interpretato da Sean Maher.

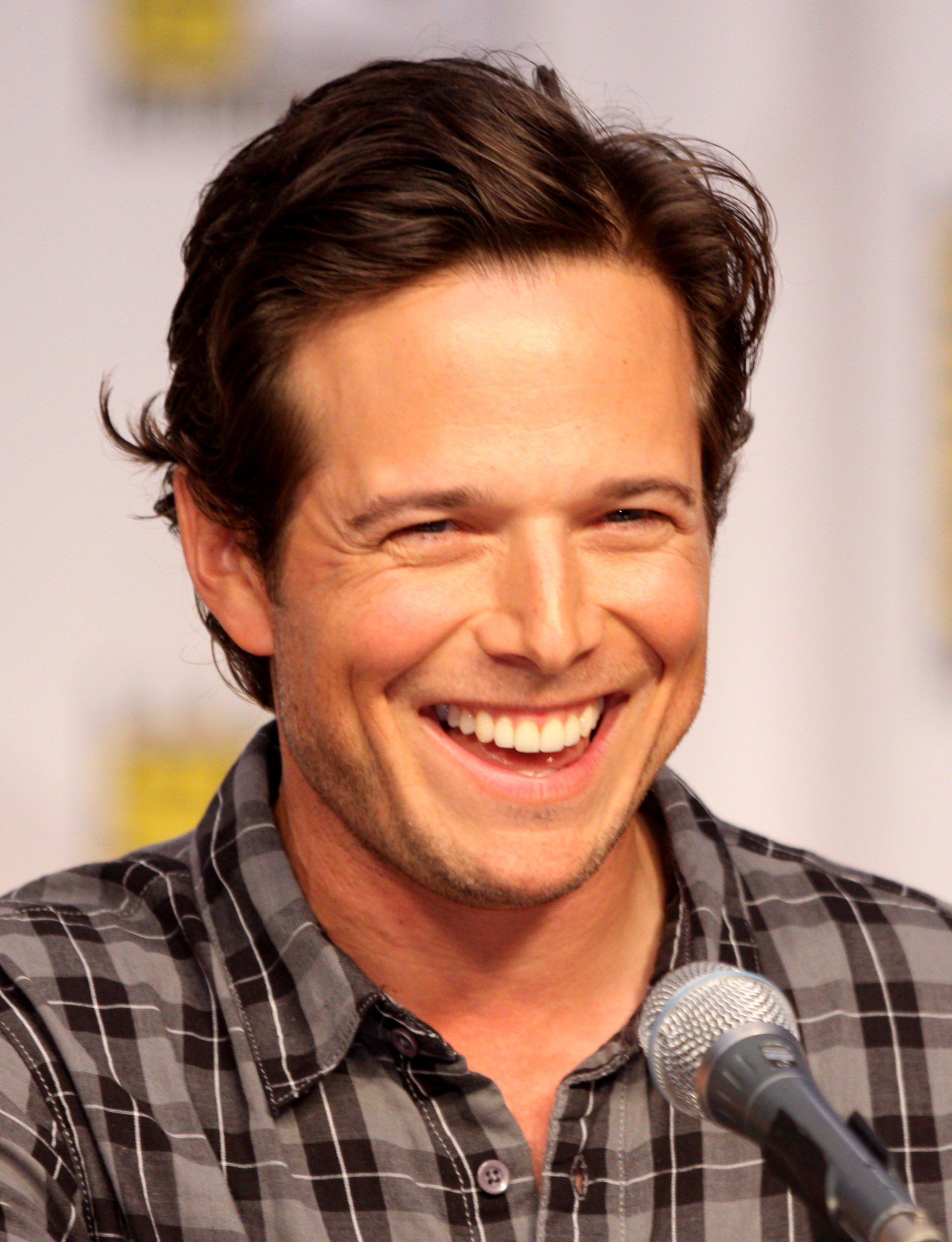
Scott Wolf interpreta Bailey Salinger
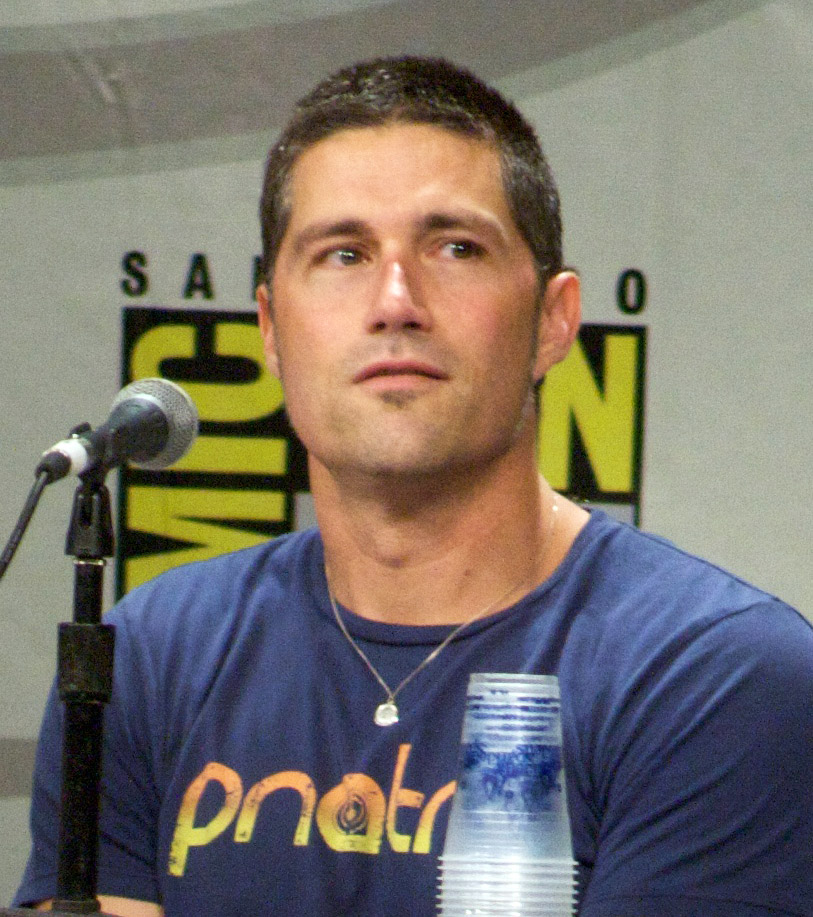
Matthew Fox interpreta Charlie Salinger
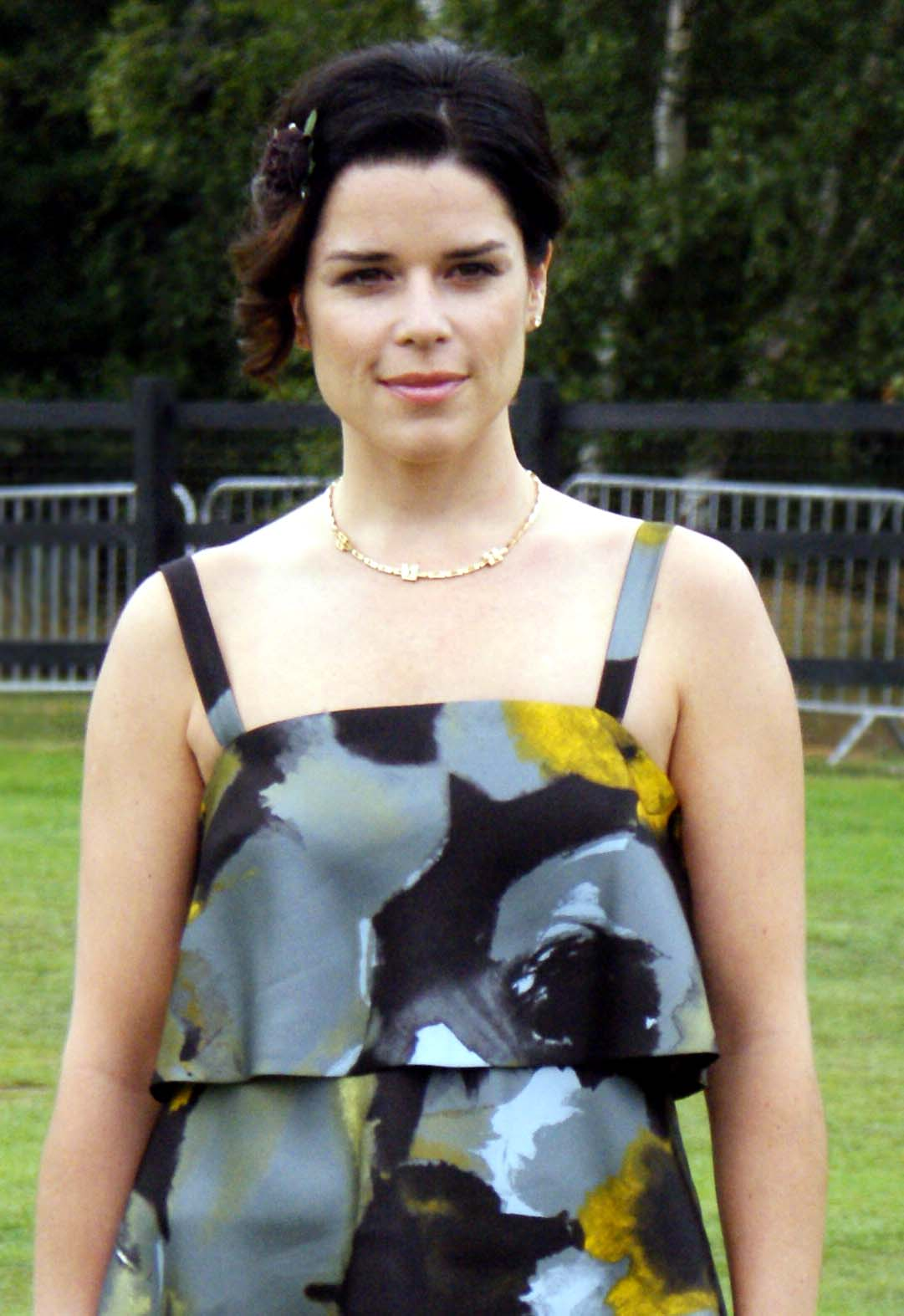
Neve Campbell interpreta Julia Salinger
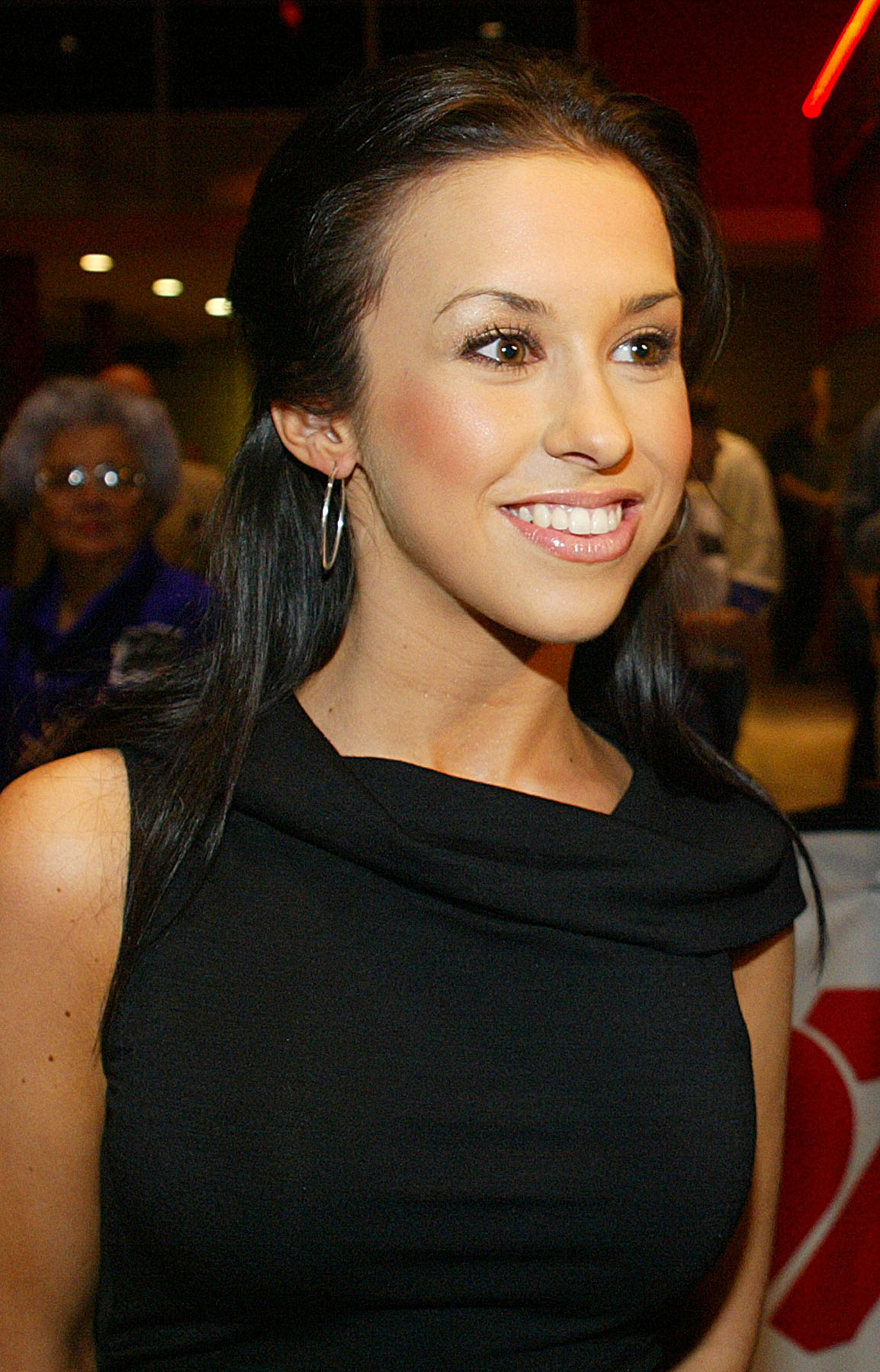
Lacey Chabert interpreta Claudia Salinger
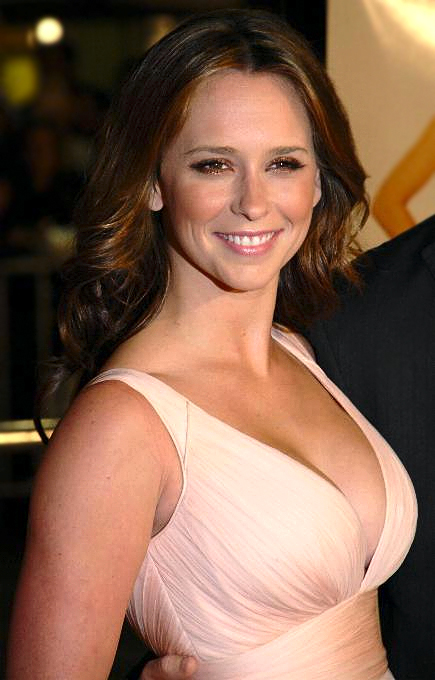
Jennifer Love Hewitt interpreta Sarah Reeves Merrin
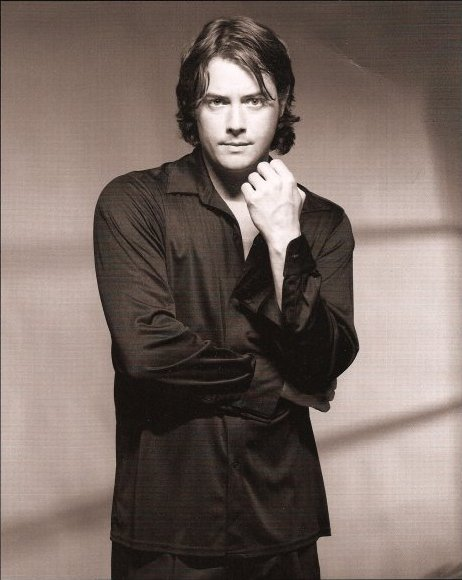
Jeremy London interpreta Griffin Chase Holbrook

## Programmazione in Italia
La serie in Italia ha subito una programmazione a singhiozzo e incostante.

### L'esordio in prima serata
Nell'estate del 1996 Italia Uno sponsorizza il suo arrivo in autunno in prima serata con un buon battage pubblicitario, facendo leva sulla recente vittoria nella categoria "Best Drama" ai Golden Globe e sulla somiglianza del prodotto a telefilm amatissimi e seguiti come Beverly Hills 90210 e Melrose Place. Martedì 10 settembre 1996 in prima serata vengono trasmessi i primi due episodi della prima stagione. L'ascolto (2 milioni e mezzo di telespettatori) è molto inferiore al debutto delle serie sopracitate (circa 4 milioni nel novembre 1992 per Beverly Hills, 90210 e più di quattro milioni e mezzo per Melrose Place nell'ottobre 1993). Martedì 17 settembre, Party Of Five, con il terzo e il quarto episodio, perde addirittura un milione di telespettatori.

### Il flop e il rilancio:Cinque in famiglia
Italia 1 sposta il telefilm dalla prima serata e, dopo un paio di settimane di pausa, lo colloca al sabato alle ore 19. Rivolto soprattutto ad un pubblico giovane, nella nuova collocazione poco felice passa inosservato. Carlo Vetrugno, l'allora direttore del canale, toglie nuovamente il telefilm dal palinsesto e attua una mossa per rilanciarlo, ritenendo sia una delle migliori serie mai arrivate in Italia per qualità narrativa e spessore dei personaggi. Party Of Five acquista così un titolo più esplicativo e domestico, diventando Cinque in famiglia.
Dal 28 ottobre 1996 viene quindi proposto in fascia pomeridiana (prima con alcune repliche, poi con episodi in prima tv), dal lunedì al sabato alle 16.30. La seconda stagione viene mandata in onda subito dopo la conclusione della prima, senza interruzioni fino a sabato 14 dicembre 1996 quando viene trasmesso l'ultimo episodio.

### Tre anni di assenza e l'arrivo della terza stagione
Da quel momento, Cinque in famiglia non viene più riproposto né in replica né in prima tv per anni. Nell'estate del 1998 pare che fosse in predicato di andare in onda nel pomeriggio di Canale 5 con episodi inediti, ma così non avviene. Domenica 5 dicembre 1999, la serie torna in onda su Italia 1, riacquistando il titolo originale (Party Of Five), due episodi alla volta dalle 15.30. Viene replicata parte della prima stagione e tutta la seconda. Da domenica 30 aprile 2000 parte in prima tv la terza stagione, inizialmente con due episodi alla settimana, poi solo uno (alle 16.15). A fine agosto Party Of Five viene interrotto e non inglobato nel periodo di garanzia. Nel giugno 2001 torna in onda con i pochi restanti episodi inediti della terza stagione, sempre di domenica pomeriggio. La pessima collocazione e il periodo estivo decretano bassi ascolti.

### Il trasloco su Canale 5
Dopo la messa in onda del primo episodio della quarta stagione, a luglio Party Of Five viene di nuovo cancellato da Italia 1. Nel febbraio 2003, il telefilm rispunta dal nulla sulle frequenze di Canale 5. Riacquistando il titolo Cinque in famiglia, viene trasmesso il sabato e la domenica alle 11.25 del mattino (da maggio alle 12). La quarta e la quinta stagione vengono trasmesse interamente. Della sesta vanno in onda i primi 15 episodi, perché Canale 5 interrompe la trasmissione del telefilm a fine settembre 2003, sostituendolo nel periodo autunnale con le repliche di Ultime dal cielo.

### Gli episodi finali
Dal 28 dicembre 2009 l'intera serie è tornata in onda su Canale 5 (col titolo Cinque in famiglia) a tarda notte, dal lunedì al sabato con uno o due episodi alla volta, dalla prima stagione in poi.
Canale 5 ha trasmesso, con una programmazione tutt'altro che costante, tutta la serie fino alla 6x20, andata in onda la notte del 10 maggio 2010, lasciando in sospeso le ultime 4 puntate.
Il 30 agosto 2010 la serie torna su Italia 1, che trasmette le repliche dall'inizio della prima stagione in orario notturno. Il 4 marzo 2011 sono stati trasmessi in orario notturno su Italia 1 i primi due dei quattro episodi inediti, cioè il 6x21 e il 6x22, mentre il 7 marzo è stato trasmesso l'episodio 6x23 e l'8 marzo il 6x24. Stranamente però non è stato utilizzato il logo "Prima TV" di Italia 1, come invece Mediaset è solita fare sui suoi canali quando un film o una serie vengono trasmesse per la prima volta in TV.

## Episodi
| Stagione         | Episodi | Prima TV originale | Prima TV Italia |
| ---------------- | ------- | ------------------ | --------------- |
| Prima stagione   | 22      | 1994-1995          | 1996            |
| Seconda stagione | 22      | 1995-1996          | 1996            |
| Terza stagione   | 25      | 1996-1997          | 2000-2001       |
| Quarta stagione  | 24      | 1997-1998          | 2001-2003       |
| Quinta stagione  | 25      | 1998-1999          | 2003            |
| Sesta stagione   | 24      | 1999-2000          | 2003-2011       |

## Edizione DVD
Dopo una lunghissima attesa, la Sony Pictures Home Entertainment ha incominciato a pubblicare i cofanetti DVD di Party of five negli Stati Uniti. Negli USA e in Canada sono stati pubblicati in DVD tutti gli episodi delle prime tre stagioni tra il 2004 e il 2008, le ultime sono state invece rilasciate nel 2013.
|  | Stagione | Numero degli episodi | Messa in onda originale | Pubblicazione    | N° dischi |
|  | -------- | -------------------- | ----------------------- | ---------------- | --------- |
|  | 1        | 22                   | 1994-1995               | 4 maggio 2004    | 6         |
|  | 2        | 22                   | 1995-1996               | 20 dicembre 2005 | 6         |
|  | 3        | 25                   | 1996-1997               | 25 marzo 2008    | 7         |
|  | 4        | 24                   | 1997-1998               | 5 marzo 2013     | 6         |
|  | 5        | 25                   | 1998-1999               | 2 luglio 2013    | 7         |
|  | 6        | 24                   | 1999-2000               | 1º ottobre 2013  | 6         |